# ديفيد بيريز
ديفيد بيريز (بالإسبانية: David Pérez)‏ (6 أبريل 1990 في كولومبيا - ) هو لاعب كرة قدم كولومبي في مركز الدفاع. لعب مع نادي ميلوناريوس.

## وصلات خارجية
- ديفيد بيريز على موقع قاعدة بيانات كرة القدم.إي يو (الإنجليزية)